# لوسیل واتسون
لوسیل واتسون (انگلیسی: Lucile Watson; ۲۷ مهٔ ۱۸۷۹ – ۲۴ ژوئن ۱۹۶۲) هنرپیشه اهل ایالات متحده آمریکا بود. وی بین سال‌های ۱۹۰۲ تا ۱۹۵۴ میلادی فعالیت می‌کرد.
از فیلم‌هایی که وی در آن نقش داشته‌است، می‌توان به آقا و خانم اسمیت به کارگردانی آلفرد هیچکاک اشاره کرد.

## فیلم‌شناسی
- زنان (۱۹۳۹)
- فلوریان (۱۹۴۰)
- دروغ بزرگ (۱۹۴۱)
- آقا و خانم اسمیت (۱۹۴۱)
- تماشای راین (۱۹۴۳)
- لبه تیغ (۱۹۴۶)
- ترانه جنوب (۱۹۴۶)
- کارهای ناشایست جولیا (۱۹۴۸)
- زنان کوچک (۱۹۴۹)

## مرگ
واتسون در ۲۴ ژوئن ۱۹۶۲ درگذشت.